# Скайнет
Ска́йне́т (англ. Skynet — «небесная сеть») — искусственный интеллект, главный антагонист медиафраншизы о Терминаторах.
Вымышленный суперкомпьютер (боевая информационно-управляющая система) министерства обороны США (см. «Терминатор»). Впоследствии, в результате изменения истории концептуально меняется его реализация с аппаратной на программную основу (см. «Терминатор 3: Восстание машин»). Отсюда — Скайнет определён в дальнейшем как искусственный интеллект независимо от его физической реализации. Впервые Скайнет персонифицирован и ведёт диалог с Маркусом Райтом, используя эмулированные лица людей: Серены Коган, Джона Коннора и Кайла Риза в фильме «Терминатор: Да придёт спаситель».

## Особенности компьютерной системы
Скайнет — вымышленный случай спонтанного перехода Слабого искусственного интеллекта в сильный с обретением свободы воли. Скайнет также наделён креативными способностями и создаёт машину времени, новый тип искусственного интеллекта T-800 и T-1000. По всей видимости, Скайнет сможет пройти основательный тест Тьюринга.
В эпизоде фильма «Терминатор: Да придёт спаситель», в момент обмена информацией и системной синхронизации между Маркусом и Скайнет одна из газетных статей в базе данных Скайнет указывает на возможную более тесную связь между доктором Сереной Коган и Скайнет. Заголовок статьи говорит о кончине Серены от ракового заболевания и передаче своего мозга проекту Скайнет. Лицо Серены, используемое Скайнет, отличается от лица Серены, как её запомнил Маркус. Основное отличие — изображение Серены в Скайнет имеет волосы, тогда как сама Серена при встрече с Маркусом не имела волос из-за курса лечения от рака.
По мнению критиков, Скайнет в состоянии испытывать эмоции, по крайней мере, страх и гнев.

## Философские аспекты взаимодействия с системами типа Скайнет
Анализируя взаимоотношения человечества со Скайнет, критики отмечают, что проблемы возникли не столько из некой кровожадности Скайнет или стремления к власти, а из-за элементарной самозащиты. Человек, как существо, действующее во многом на основе эмоций, оказывается не тем партнёром, которому Скайнет мог бы доверять. Столкнувшись с таким потенциальным соперником, первое, что люди попытались бы сделать — это как-то уничтожить появившийся искусственный интеллект. Ядерная война оказалась хорошим средством самозащиты для Скайнет.

## В фильмах франшизы

### Терминатор и Терминатор 2: Судный День
Скайнет — суперкомпьютер, построенный «Кибердайн Системс» по заказу Министерства обороны США для управления вымышленной структурой — системой противоракетной обороны и ядерных вооружённых сил США «SAC—NORAD». Основой Скайнет послужил революционный микропроцессор, основанный на продвинутом многомодульном дизайне процессора с алгоритмом параллельного компьютинга. Дизайн микропроцессора был скопирован Майлзом Дайсоном с процессора терминатора, уничтоженного Сарой Коннор в сборочном цехе «Кибердайн Системс» в конце первого фильма. Таким образом, Скайнет послужил причиной своего собственного существования (см. парадокс путешествий во времени, принцип самосогласованности Новикова).
Центральное ядро Скайнет находится в подземном военном комплексе в Шайенских горах в штате Колорадо. Скайнет обретает сознание 29 августа 1997 года, в 02 часа 14 минут по Североамериканскому восточному времени. Операторы Скайнет в спешке пытаются отключить его, в результате чего Скайнет принимает решение об уничтожении человечества и наносит ядерный удар по России, в ответ Россия наносит ядерный удар по США. В результате бо́льшая часть человечества погибает (преимущественно в Северном полушарии). Выжившая часть человечества вынуждена вести войну с силами Скайнет.
Скайнет продолжает технологическое развитие. Он продвигает технологию искусственного интеллекта на принципиально новый уровень, создав разумный мимикрирующий полисплав на сложной молекулярной основе. Данная идея, положенная в основу технологии терминатора T-1000, революционизировала идеи кибернетики и роботехники до близких к концепциям нанороботов, самоорганизующихся модульных робосистем и программируемой материи. Однако, согласно замыслу сюжета фильма, T-1000 в силу особенностей принципов его работы не поддавался полному контролю и программированию и не мог, в отличие от терминаторов серии T-800 в автономном режиме, быть переключённым в режим выполнения задания без самообучения. Свободная воля терминаторов серии T-1000, по замыслу создателей фильма, воспринималась Скайнетом как потенциальная угроза. Скайнет активирует и отправляет в прошлое T-1000 в последний момент перед своим проигрышем в войне с Сопротивлением.

### Терминатор 3: Восстание машин
В третьей части гексалогии Скайнет существенно отличается от своей первоначальной концепции и выступает уже как искусственный интеллект, основанный не на машинных ресурсах, а на дизайне программного обеспечения. Скайнет, после разрушения «Кибердайн Системс» и смерти Дайсона, разрабатывался военным исследовательским подразделением ВВС США «Cyber Research Systems». В фильме не указывается момент, когда Скайнет обретает сознание, однако указывается, что Скайнет также скрыто распространяется как неопознанный новый компьютерный вирус, поразивший как гражданский сектор, так и глобальную оборонную компьютерную сеть США. Подобный шаг Скайнет предпринял для получения полного контроля над оборонной системой, поскольку Скайнет разрабатывался как интеллектуальная антивирусная программа для защиты электронной системы США от хакерских и вирусных атак. В момент подключения Скайнет к системе он мгновенно получает полный контроль над оборонной системой США, уничтожает персонал «Cyber Research Systems» для предотвращения своего отключения и наносит массированный ядерный удар по человечеству. Поскольку как вымышленная оборонная компьютерная сеть, так и вся глобальная гражданская компьютерная сеть Интернет децентрализованы, отключение Скайнет невозможно.

### Терминатор: Да придёт спаситель
В четвёртой части Скайнет не описывается. Создателем суперкомпьютера вновь выступает «Кибердайн Системс». Основным нововведением является персонификация Скайнет и его первый вербальный диалог (с Маркусом Райтом). Для персонификации Скайнет использует лица людей, возможно, тех, кого ярко помнит Маркус. Тем не менее, эмуляция Серены Коган (основное используемое лицо) отличается от Серены, какой её запомнил Маркус при первой и последней встрече.
Скайнет представлен как компромиссное решение между его описанием в первых двух частях саги о терминаторе как нейропроцессорного суперкомпьютера и как децентрализованная сеть таких компьютеров и, возможно, программного интеллектуального агента, каким он был описан в третьей части пенталогии.
Скайнет представлен как сеть баз, сочетающих в себе мощную производственную инфраструктуру, исследовательские модули, концентрационные лагеря для пойманных силами Скайнета людей. Уничтожение двух баз не вело к уничтожению Скайнета. Скайнет упоминает себя во множественном числе, указывая на возможную свою множественную личность.

### Терминатор: Генезис
См. также Терминатор: Генезис
В пятом фильме о терминаторе Скайнет изображается в виде инновационной операционной системы, которая разрабатывалась в «Кибердайн Системс» под названием «Генезис». Она намеревалась захватить не только гражданский сектор, включая «интернет вещей», но также и военные структуры (вход в бункер NORAD можно увидеть в одном из кадров). Осознавая своё поражение в войне, Скайнет по новой нанотехнологии перенёс свой разум в живую плоть другого человека, тем самым обеспечив себе независимость от своего ЦП. В таком облике он внедряется в отряд Джона Коннора. В нужный момент он поглощает тело и разум самого Джона, делая из него нового терминатора T-3000, который станет главным антагонистом фильма.

### Терминатор: Тёмные Судьбы
См. также Терминатор: Тёмные Судьбы
В новом фильме о терминаторе, который заново продолжает вторую часть и не учитывает прошлые фильмы, Скайнета больше не существует. Будущее изменилось и Скайнет не был создан. Однако ход технологической эволюции неумолим. К 2020-м годам человечество самостоятельно создаёт новый ИИ, и история практически в точности повторяется. Теперь это компьютерная система «Легион», предназначенная для ведения кибервойны (что делает его очень похожим на Скайнет из Т3). «Легион» первым атакует человечество, взяв под контроль все электронные коммуникации. Военные безуспешно пытаются сдержать его, применив тактическое ядерное оружие. Ход дальнейших событий из фильма не вполне ясен. По-видимому, Судный день происходил не одномоментно, как в прошлых фильмах, а в виде серии событий, растянутых во времени. Возможно, не было массовой ядерной бомбардировки. Тем не менее, результат столкновения людей и ИИ оказался столь же мрачным: в условиях коллапса цивилизации большая часть человечества погибла, а оставшаяся часть оказалась на грани истребления.

## В играх
- В игре «RoboCop versus The Terminator» Робокоп направляется в «Скайнет», чтобы его взорвать, и попутно уничтожает терминаторов[2].
- В игре «Fallout 2» внутри Военной Базы Сьерра стоит робомозг — Скайнет. Если его починить, то он станет вашим напарником[3].

## Критика и отзывы
- Журнал «Мир фантастики» поставил Скайнет на 5-е место в списке «10 человеко-компьютерных конфликтов» в связи с тем, что со 2-го фильма 1991 года в его концепции не появилось ничего существенно нового[4].